# Vaga-lume
Vaga-lume ou pirilampo são denominações comuns de insetos coleópteros das famílias Elateridae, Phengodidae ou Lampyridae, notórios por suas emissões de luz bioluminescente. As suas larvas alimentam-se principalmente de vegetais e outros insetos menores. Também há espécies com hábitos terrícolas, que roem raízes e base do caule de plantas. Uma das espécies mais amplamente distribuídas e mais comuns na Europa é a Lampyris noctiluca, na qual apenas os machos são alados. As suas larvas são predadoras vorazes de caracóis e, por isso, consideradas amigas dos agricultores.

## Luminosidade
Os órgãos bioluminescentes do pirilampo localizam-se na parte inferior dos segmentos abdominais. A luciferina é oxidada pelo oxigênio nuclear, com mediação da enzima luciferase, resultando em oxiluciferina que perde energia, fazendo assim o inseto emitir luz. Fazem-no as fêmeas para atrair parceiros, mas tem uma desvantagem: a sua própria luminosidade pode também atrair predadores, como a lagartixa.

## Famílias
- Os elaterídeos (Elateridae), também chamados salta-martins ou besouros tec-tec têm cor variante, do castanho escuro ao marrom avermelhado. Na parte anterior do tórax, duas manchas que, quando apagadas, têm coloração alaranjada. Costuma julgar-se[quem?] que essas manchas são os olhos do pirilampo, mas são suas "lanternas". Uma terceira lanterna fica no abdómen e só entra em actividade quando o insecto está voando. É tão desenvolvida que chega a emitir um facho de luz de quase 1,0 m de diâmetro. Esses pirilampos costumam voar alto, acima da copa das árvores. A luz que emitem é contínua. Na lanterna torácica, a luz tem uma tonalidade esverdeada. Na lanterna abdominal, é amarelo-alaranjada. O ciclo de vida dos elaterídeos é longo: dois ou mais anos. Os adultos vivem somente no verão, períodos em que se acasalam. Os ovos são postos em madeiras semi-apodrecidas no interior das matas. Após cerca de quinze dias, surgem as primeiras larvas (chamadas larvas-arame), que passarão quase dois anos comendo outros insectos e crescendo, até se transformarem nas pupas, que irão depois converter-se em insectos adultos.
- Nos fengodídeos (Phengodidae), também chamados trenzinhos, as fêmeas sempre têm aspecto larvar. São somente conhecidas como bondinho eléctrico ou trem de ferro. Algumas espécies de fengodídeos emitem luz vermelha, na região da cabeça, e esverdeada no corpo. Outras emitem luz esverdeada em todo corpo. Os machos, alados, têm pontinhos luminosos em posição e número variáveis, todos no abdómen. Sabe-se que as larvas gostam de comer gongolos, o popular piolho-de-cobra. E são vorazes; sugam toda a parte mole do corpo do bicho, dispensando as partes duras. Emitem luz contínua e vivem no chão, à procura de suas presas.
- Os lampirídeos (Lampyridae) têm um ciclo biológico longo. Variam de cor, do castanho-claro ou escuro ao castanho-amarelado ou avermelhado. As lanternas ficam no ventre e variam de tamanho e disposição. Emitem luz esverdeada intermitente, durante as poucas horas do entardecer. Habitam matas, campos e cerrados, preferindo os lugares úmidos e alagadiços, como os brejeiros. Adultos e larvas alimentam-se com frequência de caramujos. Em algumas espécies, as fêmeas também têm aspecto de larvas, que emitem a sua luz por órgãos luminescente situados no abdómen.

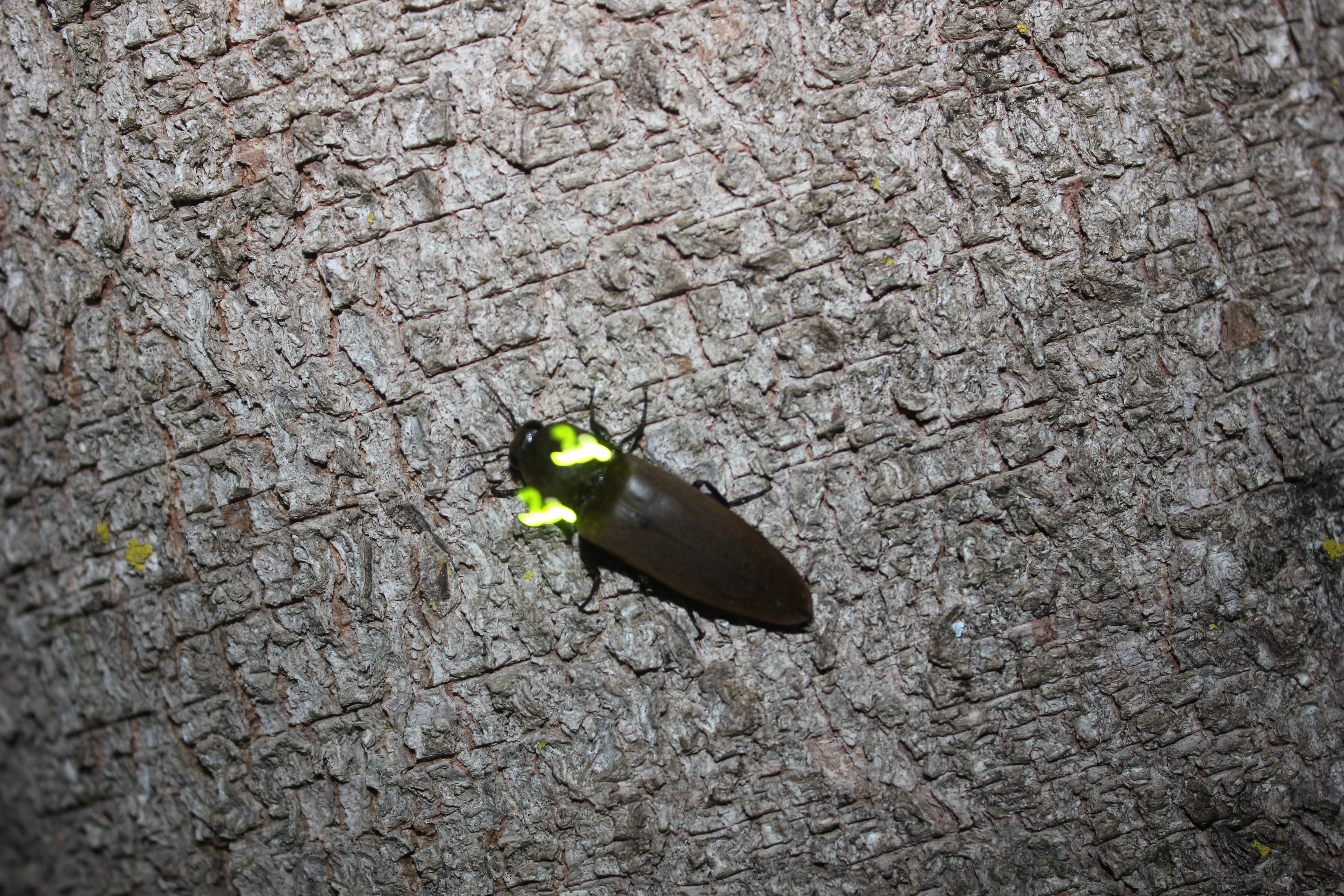

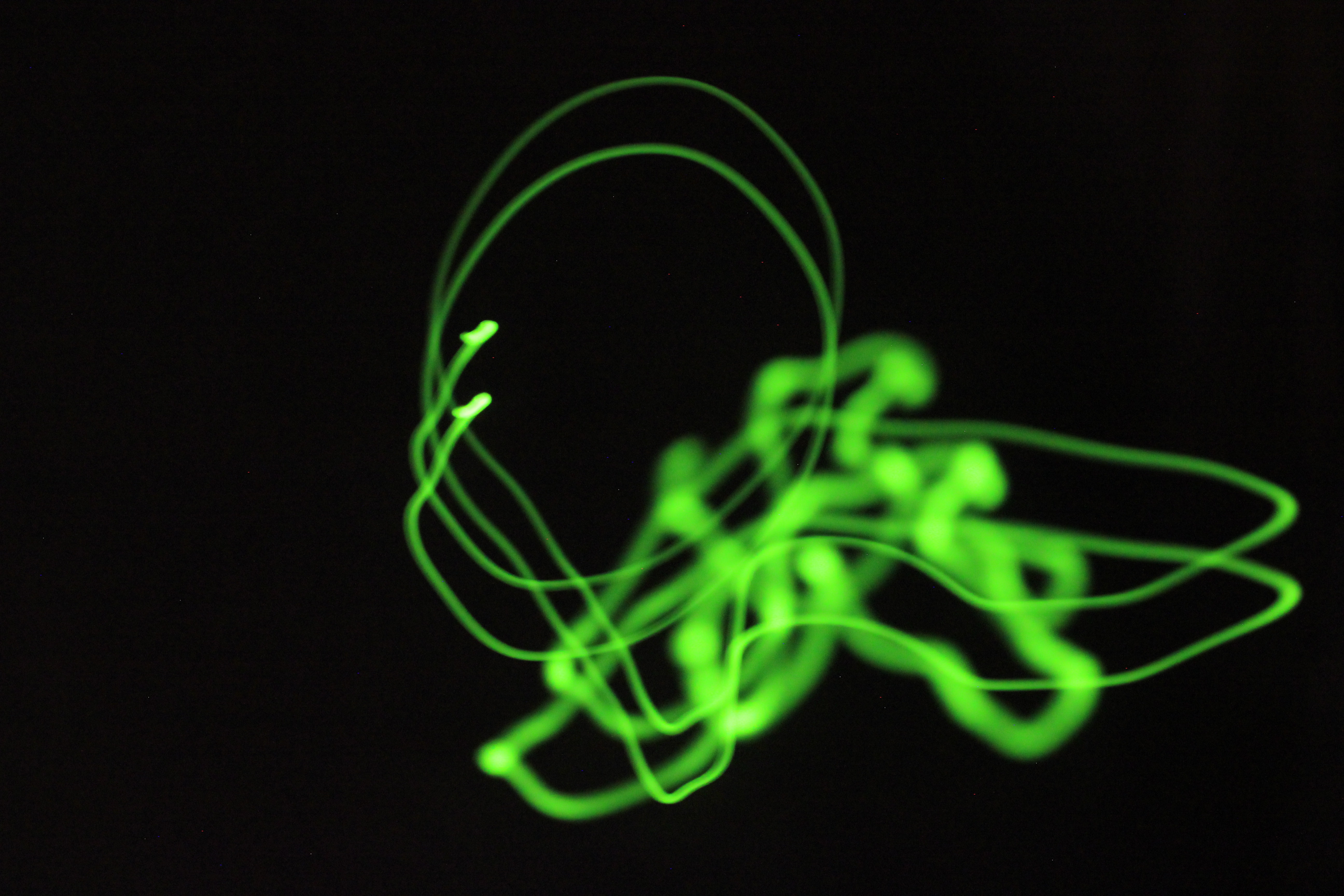

## Nomes
O nome "pirilampo" tem origem no grego, peri = em volta e lampein = luz, tendo sido supostamente empregado pela primeira vez na língua portuguesa por Dona Joana Josefa de Meneses, Condessa da Ericeira. "Vaga-lume" viria de "vaga-lume" e este, segundo o Dicionário da Língua Portuguesa Contemporânea, é eufemização de "caga-lume", sinónimo de formação popular. São também conhecidos os nomes "lampíride", "lampírio", "lampiro', "lumeeira", "lumeeiro", "mosca-de-fogo", "pirífora", "salta-martim". Desses sinônimos, vários são brasileiros, alguns de origem lusitana. "Lampíride" vem do grego lampyrís, através do latim lampyride. "Noctiluz" vem do latim nox, noctis (noite) e do português "luz". "Pirífora" vem da junção dos gregos pÿr, pyrós (calor, fogo) e phorós, ós, ón ("que leva, que conduz"). "Uauá" é um termo de origem tupi.
- Commons
- Commons
- Wikiquote
- Wikcionário
- Wikispecies